# Ragnvald Olafsson
Ragnvald Olafsson (790 - 850), también Ragnvald la Alta Montaña, Ragnvald el Venerado o Ragnvald el Glorioso, fue un caudillo vikingo de Vestfold, Noruega. Era hijo de Olaf Geirstad-Alf.
También llamado Ragnvald de Agder, algunas fuentes fechan su nacimiento en la década de 790 en Jutlandia, Dinamarca.
Su mayor contribución para la posteridad fue su ruego al escaldo Þjóðólfur úr Hvini para componer un poema sobre sus antepasados. El poema se conoce como Ynglingatal que no es únicamente uno de los más antiguos, pero también uno de los más famosos poemas en nórdico antiguo.
Þjóðólfr finaliza su poema con estas líneas:
Bajo la cúpula del cielo azul, un nombre
Yo nunca sabría quien más certero a la fama
Que el alma de Rognvald; cuya mano hábil
Podría domar los desprecios de la tierra,
Rognvald, quien supo muy bien guiar
Los caballos salvajes del mar en las mareas
la "Alta Montaña" era el orgulloso nombre
Por el cual el rey fue conocido para la fama.
De su vida familiar solo se conoce que tuvo una hija, Ascrida (n. 818), que casó con Eystein Glumra.